# Операција Чувар напретка
Операција Чувар напретка (енгл. Prosperity Guardian) представља војну акцију вишенационалне коалиције формиране у децембру 2023. године као одговор на нападе Ансар Алаха на бродове у Црвеном мору.
Секретар одбране Сједињених Америчких Држава Лојд Остин најавио је формирање међународних морских безбједносних снага, са циљем  супростављања претњама Ансар Алаха против међународне морске трговине, након низа напада на трговачке бродове. коалиција тренутно броји преко 20 чланова. Египат и Саудијска Арабија, обе економски зависне од непрекидног трговачког саобраћаја у региону, нису наведени међу учесницима. Осим поменутих чланова коалиције, анонимно учествује још десет влада. 

## Позадина
Операција има за циљ да осигура безбедност поморског саобраћаја у Црвеном мору, Баб ел Мандебу и Аденском заливу . Након почетка Израелско-палестинског сукоба 2023. године, у Аденском заливу је нападнуто и отето више контејнерских и теретних бродова од стране Ансар Алаха. Ови напади навели су већину великих бродских компанија да преусмере своје маршруте, избегавајући Суецки канал. До дана 21. децембра 2023. године најмање дванаест цивилних бродова постали су мете напада.
Водни саобраћај ка и из Црвеног мора представља кључне тачке за светску економију, спајајући Средоземно море са Индијским океаном и Суецки канал са Рогом Африке.

## Снаге
Комбинована борбена група 153, под контролом Kомбинованих поморских снага, ће управљати пловилима операције, која се тренутно састоји од брода HMS Diamond, фрегате Грчке ратне морнарице и три разарача Сједињених Америчких Држава. Амерички контигент ће се, вероватно, састојати од бродова USS Carney и USS Mason.
Холандија планира да пошаље два штабна официра и разматра да ли да пошаље бродове. Норвешка намерава да пошаље до десет штабних официра, али за сада не планира да шаље бродове. Аустралија је објавила да ће послати 11 војних лица, без укључивања ратних бродова. Такође, Сједињене Америчке Државе су затражиле од Аустралије да размести ратни брод у регион, али је Аустралија одбила тај захтев.
Канада шаље три штабна официра путем операције Артемис. Канадска војска ће послати неназначен број ваздушних и теренских возила, као и морских возила подршке. Сејшели неће слати бродове или особље, већ ће ограничити своје учешће на пружању и примању информација. Данска је изјавила да ће учествовати у операцији тако што ће послати једног официра.

## Реакције
Хути су изјавили: „Способни смо да потопимо вашу флоту, подморнице, ваше ратне бродове”. додајући „Црвено море ће бити ваше гробље”. У јавном саопштењу, врховни командант Револуционарне гарде Исламске Републике Иран, Хусеин Салами, умирио је иранску јавност рекавши да не морају да се плаше коалиције. Иранска влада већ дуго има, наводно, директне везе са покретом Ансар Алах.
Иако Сједињене Америчке Државе виде Француску као део коалиције, француско министарство одбране изјавило је да ће њени ратни бродови остати под француском командом. Италијанско министарство одбране, које има фрегату Virginio Fasan у том подручју, такође је изјавило да тај брод није део операције Чувар напретка. Шпанско министарство одбране изјавило је да ће учествовати само у операцијама под координацијом НАТО или ЕУ, а притом је Шпанија ставила вето на могућност Европске уније да допринесе операцији Чувар напретка преко ресурса операције Аталанта коју води Европска унија.